# Barberia, barba, capiddi e mandulinu
Barberia, barba capiddi e mandulinu, è uno spettacolo teatrale diretto ed interpretato dall'attore e regista Massimo Venturiello.
È stato rappresentato e presentato al grande pubblico, nella puntata dell'8 gennaio 2017 di Domenica in condotta da Pippo Baudo.

## Trama
Ambientato in una Sicilia d’altri tempi racconta la storia “du varveri” (il barbiere), della sua esperienza da emigrante a New York, del suo ritorno, per motivi oscuri, in Sicilia, della sua bottega popolata da personaggi depositari di una cultura antica, narratori eccezionali, anziani cantastorie, picciotti malinconici. Ad accompagnare il barbiere nel suo racconto una piccola orchestra di autentici vecchi barbieri siciliani che con un tamburello, un mandolino e una fisarmonica abbandonati in un angolo della barberia danno vita a melodie istintive, ritmi quasi tribali.